# Ruby Laffoon
Ruby Laffoon (ngày 15 tháng 1 năm 1869 - 1 tháng 3 năm 1941) là một chính khách của Thịnh vượng chung Kentucky. Ông là thống đốc thứ 43 của Thịnh vượng chung, phục vụ từ năm 1931 đến năm 1935. Lúc 17 tuổi, Laffoon chuyển đến Washington D.C., để sống với người chú của mình, Hạ nghị sĩ Polk Laffoon. Ông đã phát triển mối quan tâm đến chính trị và trở về Kentucky, nơi ông đã nếm trải nhiều chiến thắng và thất bại trong cuộc bầu cử ở cấp quận và tiểu bang. Năm 1931, ông được chọn làm ứng cử viên thống đốc Dân chủ bằng một hội nghị đề cử, không phải là một cuộc bầu cử sơ bộ, khiến ông trở thành ứng cử viên thống đốc duy nhất Kentucky được bầu chọn bằng một hội nghị sau năm 1903. Trong cuộc tổng tuyển cử, ông đã đánh bại ứng viên Đảng Cộng hòa William B. Harrison. Vào thời điểm đó chiến thắng này là chiến thắng có cách biệt lớn nhất trong lịch sử bầu cử thống đốc ở Kentucky.
Được mệnh danh là "Kẻ hung ác khủng khiếp từ Madisonville," Laffoon đã phải đối mặt với những khó khăn kinh tế của Đại khủng hoảng. Để tăng thêm thu nhập cho kho bạc tiểu bang, ông chủ trương ban hành thuế bán hàng đầu tiên của tiểu bang này. Vấn đề này chi phối hầu hết các nhiệm kỳ của ông trong chức vụ này và gây chia rẽ giữa Đảng Dân chủ và chính quyền của riêng Laffoon. Phó Thống đốc, AB "Happy" Chandler, dẫn đầu cuộc chiến chống lại thuế trong cơ quan lập pháp. Sau khi thuế đã bị đánh bại trong hai phiên họp thường lệ của cơ quan lập pháp và một phiên họp triệu tập đặc biệt, Laffoon đã vượt qua một liên minh lưỡng đảng để có được thuế thông qua tại một phiên họp đặc biệt vào năm 1934.

### Sách tiểu sử tham khảo
- "Announcements" (PDF). The Davidsonian. Davidson College. ngày 23 tháng 4 năm 1931. tr. 5. Truy cập ngày 14 tháng 2 năm 2011.
- Ellis, William E. (2004). "Ruby Laffoon". Trong Lowell Hayes Harrison (biên tập). Kentucky's Governors. Lexington, Kentucky: The University Press of Kentucky. ISBN 0-8131-2326-7.
- Gipson, Vernon (1978). Ruby Laffoon, Governor of Kentucky, 1931–1935. Earlington, Kentucky: Vernon Gipson.
- Harrison, Lowell H. (1992). "Laffoon, Ruby". Trong Kleber, John E (biên tập). The Kentucky Encyclopedia. Associate editors: Thomas D. Clark, Lowell H. Harrison, and James C. Klotter. Lexington, Kentucky: The University Press of Kentucky. ISBN 0-8131-1772-0. Bản gốc lưu trữ ngày 15 tháng 4 năm 2013. Truy cập ngày 18 tháng 8 năm 2015.
- Harrison, Lowell H.; James C. Klotter (1997). A New History of Kentucky. University Press of Kentucky. ISBN 0-8131-2008-X.
- "Kentucky Colonels". The Age. ngày 13 tháng 9 năm 1941. Truy cập ngày 25 tháng 9 năm 2009.
- "Kentucky Governor Ruby Laffoon". National Governors Association. Truy cập ngày 8 tháng 9 năm 2007.
- Klotter, James C. (1996). Kentucky: Portraits in Paradox, 1900–1950. Lexington, Kentucky: The University Press of Kentucky. ISBN 0-916968-24-3.
- Powell, Robert A. (1976). Kentucky Governors. Danville, Kentucky: Bluegrass Printing Company. OCLC 2690774.
- "Since 1813". The Honorable Order of Kentucky Colonels. Bản gốc lưu trữ ngày 18 tháng 5 năm 2012. Truy cập ngày 25 tháng 9 năm 2009.